# ستيفن سولومون
ستيفن سولومون (بالإنجليزية: Stephen Solomon) هو لاعب شطرنج أسترالي، ولد في 24 يوليو 1963 في ملبورن في أستراليا.

## وصلات خارجية
- ستيفن سولومون على موقع الاتحاد الدولي للشطرنج (الإنجليزية)
- ستيفن سولومون على موقع مباريات الشطرنج (الإنجليزية)
- ستيفن سولومون على موقع Chesstempo.com (الإنجليزية)
- ستيفن سولومون سجل أولمبياد الشطرنج على موقع OlimpBase.org (الإنجليزية)